# خوداچوکو
خوداچوکو (به لهستانی:  Chudaczewko) یک روستا در لهستان است که در گمینا پوستومینو واقع شده‌است. خوداچوکو پیش از ۱۹۴۵ بخشی از خاک آلمان بود.